# Proasellus parvulus
Proasellus parvulus är en kräftdjursart som först beskrevs av Boris Sket 1960.  Proasellus parvulus ingår i släktet Proasellus och familjen sötvattensgråsuggor. IUCN kategoriserar arten globalt som sårbar. Inga underarter finns listade i Catalogue of Life.